# Klaus Landsberg
Klaus Landsberg (ur. 7 lipca 1916, zm. 16 września 1956) – amerykański inżynier, pionier telewizji pochodzenia niemieckiego.

## Wyróżnienia
Posiada swoją gwiazdę na Hollywoodzkiej Alei Gwiazd.